# Colégio de Brotos
Colégio de Brotos é um filme brasileiro de 1956, do gênero comédia, dirigido por Carlos Manga e protagonizado por Oscarito.

## Enredo
A história acontece em um colégio o qual tem sua rotina abalada devido a uma aluna ser flagrada no quarto de um professor durante a noite, além do desaparecimento de uma valiosa coleção de moedas. 

## Elenco[8]
- Oscarito - Agapito
- Cyll Farney - Guilherme
- Inalda de Carvalho - Susana
- Francisco Carlos - Flávio
- Miriam Teresa - Lenita
- Avany Maura - Marlene
- Grijó Sobrinho - Trigueiro
- Margot Louro - Florinda
- Afonso Stuart - Herculano
- Renato Restier - Tiago
- Augusto César Vanucci - César
- Edair Badaró - Polípio
- Waleska Schuvis
- Celeneh Costa
- Aracy Bontempo
- Nazareth Mendes
- Evelyn Rios
- Elizabeth Gasper
- Margarida Ramos
- Dalvirene Carvalho
- Antônio do Vai
- Eduardo Lincoln
- Arly Roncatto
- Moacyr Deriquém
- Daniel Filho
- Fernando Azevedo
- Walter Nokesko
- Francisco Cecil Braga
- Paulo Marcos
- Álvaro Domingues
- Aracy Rosas
- César de Alencar
- Nadir Fernandes

## Recepção
O filme foi recorde nacional de bilheteria da época, alcançando a marca de 250.000 pessoas ainda na primeira semana de exibição, tornando-se o maior sucesso comercial da Atlântida Cinematográfica.